# Polik (województwo łódzkie)
Polik – wieś w Polsce położona w województwie łódzkim, w powiecie brzezińskim, w gminie Brzeziny.
W latach 1975–1998 miejscowość położona była w województwie skierniewickim.
Znajduje się tam jednostka Ochotniczej Straży Pożarnej, która w roku 2008 zajęła I miejsce w wojewódzkich zawodach sportowo-pożarniczych w Zgierzu. Powstała tam już Młodzieżowa Drużyna Pożarnicza, która zajęła 11 miejsce w zawodach wojewódzkich w 2012 roku.
W miejscowości mieszkają wierni Kościoła Starokatolickiego Mariawitów należący do parafii Podwyższenia Krzyża Świętego w Grzmiącej. 